# Andorianie

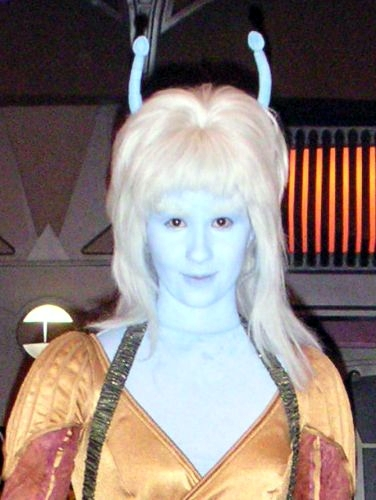
Andoriańska kobieta.

Andorianie – to fikcyjna rasa żyjąca w fikcyjnym świecie Star Trek pochodząca z księżyca Andoria orbitującego wokół planety Andor gazowego olbrzyma. Andorianie są członkami i jednymi z założycieli Zjednoczonej Federacji Planet.

## Anatomia
Andorianie są rasą humanoidalną. Od ludzi odróżnia ich niebieskie zabarwienie skóry (jest za to odpowiedzialna duża ilość kobaltu w ich melaninie), białe włosy oraz posiadanie dwóch wypustek nad czołem.
Owe czułki zwane też antenami są wyroślami mieszczącymi narząd równowagi, wspomagają też narządy słuchu i wzroku (są odpowiedzialne tylko za widzenie przez nich kolorów, gdyż ich oczy tego nie potrafią). Odcięte odrastają w niecałe 9 miesięcy. Osobnik pozbawiony jednej z anten, adaptuje się do nowych warunków i jest w stanie zachować równowagę już po kilku dniach. Są one pozostałością od owadów – z których Andorianie wyewoluowali.
Kolejną insektoidalną pozostałością jest ich zanikający już szkielet zewnętrzny – który jest uzupełnieniem szkieletu wewnętrznego. Daje to Andorianom większą ochronę narządów.
Poza tym Andorianie są nieco wyżsi i silniejsi od ludzi.

## Historia
Przed założeniem Federacji, Andoria była monarchią, zaś światy, w XXIV wieku należące do Konfederacji Andoru, były częścią Imperium Andoriańskiego. Andoriańska armia nosiła nazwę Andoriańskiej Gwardii Imperialnej. Pierwszym napotkanym przez nich obcym gatunkiem byli Wolkanie, z którymi Andorianie byli w ciągłym konflikcie przez wiele lat. Pierwszy, dość niefortunny kontakt z Ziemią nastąpił w roku 2151, gdy Andorianie wzięli do niewoli członków załogi okrętu Enterprise, biorąc ich za wolkańskich szpiegów. Wkrótce jednak stosunki z Ziemią poprawiły się i Andorianie zostali jedną z ras założycielskich Zjednoczonej Federacji Planet, wraz ze swoimi niedawnymi wrogami – Wolkanami. W XXIV wieku Andoria jest demokracją, po tym, jak Imperium Andoriańskie przekształcone zostało w Konfederację Andoru. Według skali Richtera (stworzonej w XXIII wieku w uniwersum Star Trek) jest to cywilizacja na poziomie N: epoka technokracji.